# Pilea buchenavii
Pilea buchenavii är en nässelväxtart som beskrevs av Ignatz Urban. Pilea buchenavii ingår i släktet pileor, och familjen nässelväxter. Inga underarter finns listade i Catalogue of Life.